# Лонгтхан (аеропорт)
Аеропорт «Лонгтхан» (в'єт. Sân bay quốc tế Long Thành) — міжнародний аеропорт, який планують побудувати у районі Лонгтхан (провінція Донгнай) у місцевості за 40 км від міста Хошимін у В'єтнамі на території у 5000 га. Будівництво розпочнеться у 2015 році і завершиться в 2020 році.
Згідно з проєктом аеропорт буде мати дві злітно-посадочні смуги (4000 м, 45 м) і буде здатний обслуговувати 25 мільйонів пасажирів на рік.
Аеропорт буде розширений до 2030 року. З 2030 року, він матиме 4 термінали та 4 злітно-посадочні смуги і буде в змозі приймати 100 млн пасажирів та 5 млн тонн вантажів на рік. Він стане найбільшим аеропортом у В'єтнамі і одним з найбільших аеропортів в південно-східній Азії. Загальна вартість першого етапу становить 6,7 млрд. доларів США.

## Передумови
На початок XXI століття у південній частині В'єтнаму функціонувало лише два міжнародних аеропорти: Таншоннят та Міжнародний аеропорт Чанок у Кантхо. Хошимінський аеропорт «Таншоннят» розташований на території військової авіабази, яка була побудована у період В'єтнамської війни для забезпечення діяльності підрозділів військово-повітряних сил, тому його розташування у межах мегаполісу є вкрай невдалим, особливо в умовах триваючого розширення міської території. У сучасному періоді обидва міжнародних аеропорти практично підійшли до своєї межі операційних можливостей і в силу різних причин не мають перспективи подальшого розвитку власної інфраструктури.
У країні бурхливими темпами розвивається туристична індустрія, число приїжджають до В'єтнаму туристів щороку зростає на 15-20 відсотків на рік. Збільшується і населення країни, за прогнозними оцінками чисельність жителів В'єтнаму до 2020 року має підійти до позначки в 100 мільйонів чоловік.
З введенням в експлуатацію Міжнародного аеропорту Лонгтхан діючий «Таншоннят» планується зорієнтувати на обслуговування рейсів внутрішніх авіаперевезень за аналогією з аеропортами Бангкока, Сеул та інших комерційно успішних проєктів.

## Генеральний план
Генеральний план будівництва Міжнародного аеропорту Лонгтхань було затверджено у 2006 році прем'єр-міністром В'єтнаму Фан Ван Кхаем. Згідно з проєктом територія повітряної гавані повинна зайняти площу в 50 квадратних кілометрів, а його інфраструктура буде містити чотири злітно-посадкві смуги розмірами 4000х60 метрів, п'ять пасажирських терміналів та будівлі допоміжних конкорсів, при цьому максимальна пропускна спроможність аеропорту становитиме від 80 до 100 000 000 пасажирів і до п'яти мільйонів тонн вантажів на рік. Бюджет генплану становить близько 10 млрд доларів США, внаслідок чого проєкт є одним з найбільш витратних планів будівництва об'єктів в світі. Кошик фінансування проєкту передбачається зібрати за рахунок урядових субсидій, внутрішніх та міжнародних інвестицій.
Відповідальним за реалізацію генерального плану призначено підрозділ «Управління Південними аеропортами» Міністерства транспорту В'єтнаму, а сам проєкт розділений на декілька етапів.

### Перший етап (2010-2015 роки)
Роботи першого етапу реалізації генерального плану почалися у 2010 році і мають завершитися до кінця 2015 року. Проєкт передбачає зведення будівлі головного пасажирського терміналу і двох паралельних злітно-посадкових смуг розмірами 4000х60 метрів, відстань між якими дозволить проводити зльоти і посадки повітряних суден одночасно на обох смугах. ЗПС розраховані на обслуговування лайнерів всіх типів, включаючи Boeing 747 та Airbus A380. Пропускна здатність інфраструктури аеропорту, що вводиться в експлуатацію за цей етап, складе до 30 млн пасажирів на рік. Бюджет першого етапу генерального плану визначено у 4 млрд доларів США.
Додатково завданням у першому етапі є забезпечення зони під'їзду до аеропорту швидкісними транспортними шляхами, тому поряд з діючою автодорогою 51A планується побудувати ще дві:
- Десятисмугову автомагістраль між Хошимін і Лонгтханем;
- Восьмисмугову автомагістраль з Б'єнхоа у Вунгтау.

### Другий етап (після 2015 року)
Будівельні роботи за другим етапом реалізації генерального плану почнуться з кінця 2015 року. У рамках проєкту планується побудувати ще один пасажирський термінал і третю злітно-посадкову смугу розмірами 4000х60 метрів. Максимальна пропускна здатність Міжнародного аеропорту Лонгтхан при цьому зросте до 60 мільйонів пасажирів і п'яти мільйонів тонн вантажів на рік. Подальші роботи по розширенню аеропортового комплексу передбачається проводити з урахуванням поточного навантаження і динаміки зростання пасажирського потоку через вже існуючу інфраструктуру Міжнародного аеропорту Лонгтхан.